# Prionus simplex
Prionus simplex là một loài bọ cánh cứng trong họ Cerambycidae.